# Francisco Mateos
Francisco Mateos (Sevilla, 7 de abril de 1894—Madrid, 1976) fue un dibujante expresionista, pintor, grabador y caricaturista español del siglo xx.

## Biografía
Francisco Mateos González nació en Sevilla en 1894. Cuando tenía 14 años, su familia se trasladó a la capital de España, donde se formó como tornero en la Escuela de Artes y Oficios de Madrid. Entre 1912 y 1914 comenzó a publicar caricaturas en España, La Esfera y Nuevo Mundo de Madrid, y Hojas selectas de Barcelona.
Tras una exposición de sus dibujos en el Ateneo madrileño en 1921, en marzo fue becado para estudiar Artes Industriales. Viajó por Alemania, Francia y Bélgica, tomando contacto además con el grupo «Der Blaue Reiter» en Munich, que promovió sus inicios en la técnica del grabado como colaborador en la revista muniquesa «Simplicisimus». Además de la experiencia germana, le influyó su militancia dentro del grupo Cahiers d' Art, en el París de 1928 y habiendo sido nombrado decorador oficial de La Sorbona en 1928 para trabajos murales, conformando en su conjunto las bases de su particular expresionismo «de raíz irónico-trágica».
En septiembre de 1925 se afilia a la Asociación Socialista como miembro de la Sociedad de Profesiones y Oficios Varios de la UGT y dentro de la redacción de El Socialista como caricaturista y dibujante; también publica artículos y dibujos en La Tierra y, paradójicamente, en 1931 y colabora en la publicación ultraderechista La Conquista del Estado. 
Entre 1931 y 1936 expondrá en el Ateneo de Madrid y el Museo de Arte Moderno de Madrid. Viviendo en esos años su periodo más activo, en 1933 se integra en el Grupo de Arte Constructivo. En 1937 fue uno de los artistas presentes en el Pabellón Español de la Exposición Internacional de París.
Tras el golpe de Estado en España de julio de 1936 se incorporó a la Sección de Dibujantes de la UGT, trabajando en organizaciones como "Altavoz del Frente" o la Alianza de Intelectuales Antifascistas. En enero de 1938 es movilizado con destino a la brigada de Fortificaciones en Villalba. La inminente caída de la capital de España en marzo de 1939 hace que huya a Valencia, «donde es detenido e internado en la prisión de Porta Coeli siendo trasladado posteriormente a Miranda de Ebro (Burgos) de donde salió en libertad en marzo de 1940».
De nuevo en Madrid, Tom Burns Marañón le consigue trabajo en la Embajada de Gran Bretaña «como ilustrador de dibujos para ser publicados en América en campañas contra los totalitarismos», y colabora en La Codorniz con el seudónimo "Nomo". Fue detenido en noviembre de 1941 y encarcelado en la prisión de Conde de Peñalver en septiembre de 1942. Sobreseida la causa, fue liberado en 1943.
Tres años antes de su muerte el antiguo Museo Español de Arte Contemporáneo organizó una Exposición Antológica en Madrid. Murió en 1976, a los 82 años de edad.

## Obras
El Museo Reina Sofía conserva varias obras de su periodo inicial, entre 1928-1935. Los críticos han relacionado su obra con ciertos aspectos de Goya con un toque «naif». En 1999, la Galería Blanchard de Madrid le dedicó una muestra retrospectiva reuniendo diez óleos, once acuarelas y dos dibujos, fechados entre 1960 y 1968.